# Jalda
Jalda (arab. يلدا) – miasto w Syrii, w muhafazie Damaszek. W 2004 roku liczyło 28 384 mieszkańców.